# السرد المضاد لأساس التحقيق في التدخل الروسي
السرد المضاد لأساس التحقيق في التدخل الروسي أو السرد الروسي المضاد، هو سرد بديل يميني يُعرَّف أحيانًا على أنه نظرية مؤامرة، ويتعلق بأسس تحقيق مكتب التحقيقات الفدرالي وتحقيقات المستشار الخاص اللاحقة في التدخل الروسي في انتخابات الولايات المتحدة لعام 2016. خلص كلا التحقيقين إلى أن التدخل الروسي في الانتخابات كان بغرض الاستفادة من دونالد ترامب.
أعرب ترامب مرارًا عن قلقه من أن هذه النتائج تشكك في شرعية رئاسته، وهاجم التحقيق الروسي أكثر من 1100 مرة بحلول فبراير عام 2019، وادّعى أنه اختُلِق كذريعة لخسارة هيلاري كلينتون في المجمع الانتخابي في عام 2016، وأنه كان «خدعة غير قانونية»، وأن مكتب التحقيقات الفدرالي رفض التحقيق في «المؤامرة الحقيقية» بين الديمقراطيين وروسيا.
حاول المحافظون نزع الشرعية عن تحقيق مولر منذ البداية. تكهن قادة الحزب الجمهوري مثلًا بأن تحقيق مولر نابع من مؤامرة قادها أعضاء في إدارة أوباما وضباط المخابرات المهنية (مؤامرة الدولة العميقة المزعومة) لتقويض ترامب.
حث ترامب شخصيًا على التحقيق في أساس تحقيق مولر في 2 أبريل عام 2019. رد الديمقراطيون وبعض المسؤولين السابقين في تطبيق القانون بقلقهم من إساءة ترامب لاستخدام سلطة وزارة العدل من خلال طلب ملاحقة نظريات المؤامرة التي لا أساس لها والتي تثير الشكوك في نتائج تقرير مولر.
يعمل السرد المضاد، التي روِّج له عبر المنابر المحافظة مثل مجلة ناشونال ريفيو وموقع ذا فيدرالي، على تقويض الاهتمام بين المحافظين بواقع التدخل الروسي في انتخابات عام 2016.

## تقرير المفتش العام لوزارة العدل وشهادة الكونغرس
ذكرت صحيفة واشنطن بوست في 22 نوفمبر عام 2019 أن المفتش العام لوزارة العدل حقق بقوة في الادعاء القائل بأن ميفسود أصدر تعليمات بالقبض على بابادوبولوس، ولكن هذا كان من دون فائدة.[بحاجة لمصدر]
ذكرت صحيفة واشنطن بوست في 22 نوفمبر عام 2019 أن تقرير المفتش العام القادم لوزارة العدل وجد أن أساس تحقيق مكتب التحقيقات الفدرالي كان مبنيًا بشكل صحيح على أساس قانوني وواقعي؛ ولم يدعم التقرير العديد من نظريات المؤامرة المحافظة حول هذا الأساس. شهد المفتش العام الأمريكي مايكل هورويتز أمام الكونغرس في 9 ديسمبر عام 2019 أن مكتب التحقيقات الفدرالي لم يُظهر أي انحياز سياسي عند بدء التحقيق بشأن ترامب والصلات المحتملة مع روسيا. ذكر أيضًا في إحدى جلسات الاستماع بمجلس الشيوخ أنه «لا يمكنه استبعاد التحيز السياسي كدافع محتمل للأخطاء السبعة عشر التي ارتكبها مكتب التحقيقات الفدرالي في طلبات مراقبة كارتر بيج».